# Bathinda (huyện)
Huyện Bathinda là một huyện thuộc bang Punjab, Ấn Độ. Thủ phủ huyện Bathinda đóng ở Bathinda. Huyện Bathinda có diện tích 3377 ki lô mét vuông. Đến thời điểm năm 2001, huyện Bathinda có dân số 1181236 người.